# Napad UPA na pociąg osobowy na trasie Bełżec-Rawa Ruska

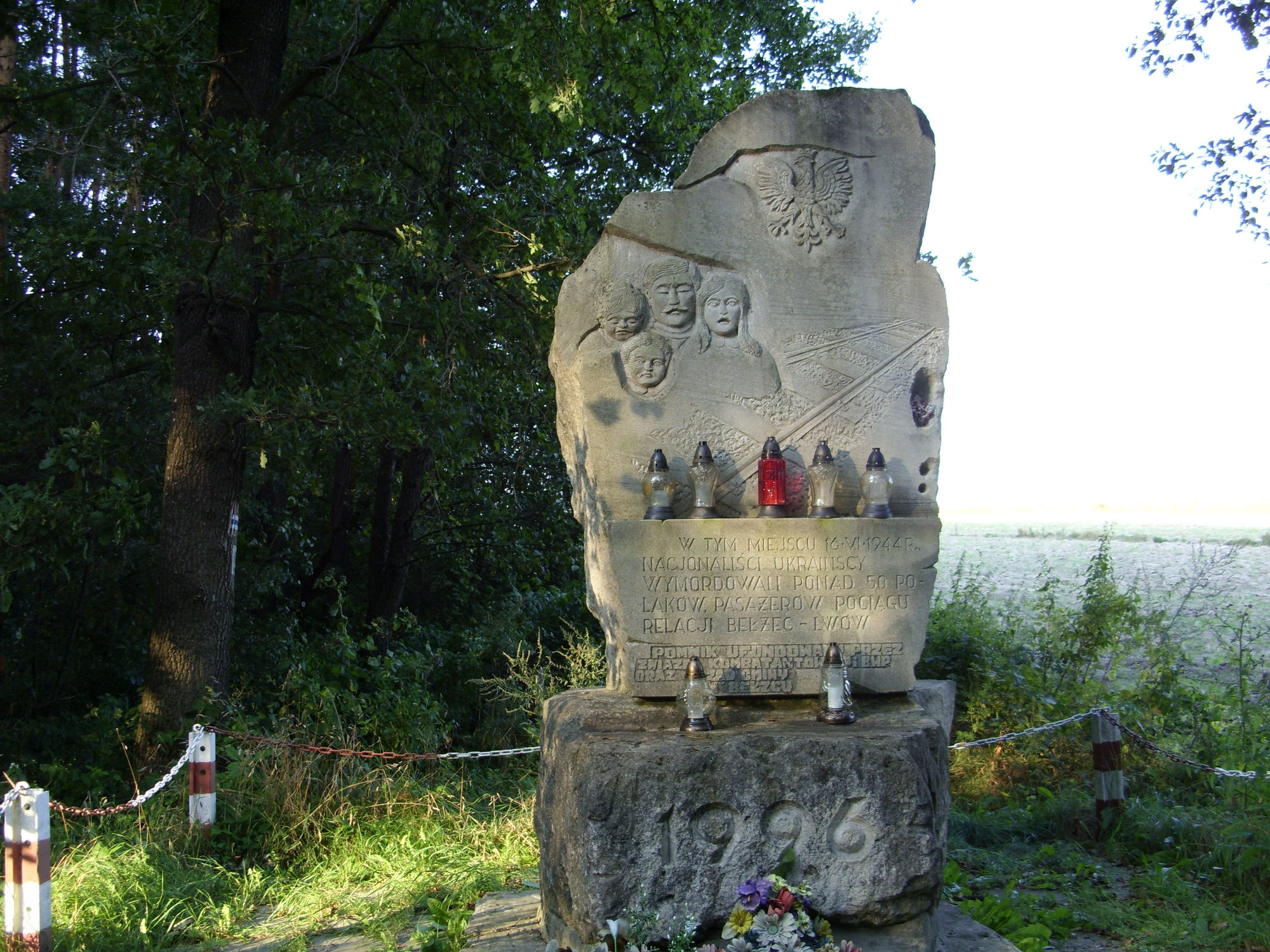
Pomnik Pamięci Ofiar Mordu UPA na Polakach Pasażerach pociągu Bełżec-Lwów, w dniu 16 czerwca 1944

Napad Ukraińskiej Powstańczej Armii na pociąg osobowy na trasie Bełżec–Rawa Ruska, też mord pod Bełżcem – zatrzymanie pociągu osobowego jadącego z Bełżca do Rawy Ruskiej – Lwowa, około 3 km od Bełżca, w okolicach wsi Zatyle i zbrodnia dokonana na kilkudziesięciu polskich pasażerach pociągu, 16 czerwca 1944 roku. Prawdopodobnym sprawcą zbrodni była sotnia Ukraińskiej Powstańczej Armii Dmytra Karpenki „Jastruba”.
16 czerwca 1944 roku o godzinie 7 pociąg osobowy składający się z lokomotywy parowej, wagonu bagażowego, tzw. „brankardu” i wagonu pasażerskiego tzw. „pullmana”, wyruszył ze stacji Bełżec w kierunku Rawy Ruskiej i dalej do Lwowa. Wagon był pełen ludzi. Znaczna część z nich jechała do pracy i handlu, aby zarobić na utrzymanie w czasie okupacji niemieckiej na targach w Rawie Ruskiej i we Lwowie.

## Przebieg zbrodni
Około 3 km od Bełżca, przed wsią Zatyle pociąg został zatrzymany przez kilku mężczyzn w mundurach niemieckich, którzy wyszli z lasu. Według Stanisława Jastrzębskiego maszynista Zachariasz Procyk narodowości ukraińskiej pozostawał w zmowie z napastnikami.
Po zatrzymaniu pociągu z lasu wyszło dalszych kilkudziesięciu (blisko stu – jak wspomina naoczny świadek tych wydarzeń, kolejarz jadący w tym pociągu Stanisław Jonko) uzbrojonych mężczyzn różnie umundurowanych, a także w ubraniach cywilnych. Ich ukraiński dowódca był w mundurze SS. Rozkazali pasażerom wychodzić z pociągu. Kolbami broni i pięściami rozdzielali ludzi. Zgonili ich na prawo od toru, do rowu. Napastnicy rozpoczęli legitymować pasażerów sprawdzając ich narodowość w kenkartach. Polaków oddzielano od Ukraińców. Ukraińców puszczono wolno do domów. Mężczyzn Polaków rozstrzelano natychmiast.
Kobietom i dzieciom rozkazano leżeć twarzami do ziemi w innym miejscu. Świadek, ocalała, Jadwiga Hopko słyszała, jak ludzie upadali na ziemię po strzałach. Bandyci rozpoczęli mordowanie kobiet i dzieci. Dopuścili się bestialstw, gdy będącą w ciąży Polkę przybito bagnetami do ziemi i rozpruto jej brzuch. Kilkuletniej dziewczynce rozbito głowę. Jedna z ofiar, 19-letnia dziewczyna, błagała znanego jej ze szkoły napastnika, aby darował jej życie, oddając mu biżuterię, lecz inny upowiec zastrzelił ją.
Ofiary zostały obrabowane. Tylko nielicznym udało się przetrwać tę masakrę.

## Wydarzenia po zbrodni
Będący świadkami mordu kolejarze zawiadomili telegraficznie naczelnika stacji w Bełżcu o tym wydarzeniu. Do tej informacji dotarła placówka AK w Bełżcu. Na miejsce tragedii udali się członkowie konspiracyjnej Armii Krajowej z porucznikiem Tadeuszem Żelechowskim, „cichociemnym”, ps. „Ring” na czele, i na jego polecenie, wykonali bogatą dokumentację fotograficzną z miejsca zdarzenia, przekazaną następnie do Londynu poprzez dowództwo Okręgu AK, która we współczesnych publikacjach często służy do ilustrowania zbrodni UPA. Jeszcze przed przybyciem Gestapo, wydobyli oni spod ciał zamordowanych, ranną Annę Wudkiewicz, łączniczkę AK. Mieszkańcy Bełżca i kolejarze, którzy dotarli na miejsce tragedii, zorganizowali przewiezienie ciał ofiar drezynami do Bełżca, w pobliżu kościoła parafialnego w Bełżcu, gdzie były identyfikowane przez bliskich. 17 ofiar pochowano na cmentarzu w Tomaszowie Lubelskim, 23 osoby spoczęły na cmentarzu w Bełżcu. Zbrodnia odbiła się szerokim echem; pogrzeb w Tomaszowie Lubelskim miał charakter demonstracyjny.
Jak podała Małgorzata Mazur w „Tygodniku Zamojskim” w 2014 roku autorem dokumentacji fotograficznej zbrodni był członek oddziału AK Tadeusza Żelechowskiego, fotograf Wojciech Iwulski ps. „Kazik”.

## Sprawcy i ich ofiary
Większość historyków podaje, że ofiar zbrodni było około czterdziestu: 41 (Tomasz Bereza) lub 42 (Grzegorz Motyka, Zdzisław Konieczny). Grzegorz Motyka jako prawdopodobnego sprawcę masakry wskazuje sotnię UPA pod dowództwem Dmytra Karpenki „Jastruba”. Marian Surma znalazł w archiwum w Kijowie relację ustną jednego z uczestników napadu (Petro Chomyn) zarejestrowaną na taśmie magnetofonowej – potem zdigitalizowaną, dowód, że masakry dokonała bojówka SB OUN pod dowództwem „Borysa” Iwana Pohoryśkiego. Z kolei Stanisław Jastrzębski oraz Sz. Siekierka, H. Komański i K. Bulzacki opierając się na relacjach niektórych świadków utrzymują, że ofiar było 70 lub nawet ponad 70. Autorzy ci o zbrodnię posądzają sotnię UPA „Jahody”. Natomiast historyk Grzegorz Hryciuk podaje liczbę 75 ofiar, w tym 33 kobiet.
Wśród zamordowanych, których udało się zidentyfikować byli (pochowani na cmentarzu w Tomaszowie Lubelskim, 17 osób): Maria Tatiana Baran, Wanda Czarnopyś, pasażer o nazwisku Jabłoński, Felicja Jonko (lat 13), Władysław Malec, Katarzyna Malec, Helena Mazur, dziewczynka o nazwisku Rachwańska, Klemens Szyndler, Helena Machlarz; 7 osób NN, uciekinierów z powiatów: Rawa Ruska i Hrubieszów, którzy czasowo mieszkali w Tomaszowie Lubelskim.
Pochowani na cmentarzu w Bełżcu: Ludwik Bartłomowicz (ur. 25.07.1924), Janina Chmielowiec (ur. 8.11.1924), Antoni Forlański (ur. 25.10.1915), Marian Grocholski (ur. 8.01.1927), Ludwik Hopko (ur. 25.08.1906), Franciszek Kogut (ur. 4.10.1919), Joanna Kogut (ur. 2.11.1941), Anna Kostyk (ur. 15.10.1924), Franciszek Latawiec (ur. 1890), Katarzyna Piazza (ur. 13.01.1908), Adam Słociński, drugi Adam Słociński (ur. 31.01.1899), Feliks Śmiechwa (ur. 6.03.1905), Maria Szmiga, Leszek Sobolewski, Władysław Staszko (ur. 15.08.1923), Bronisława Wodiczko (ur. 22.09.1906), Anna Wiliman (ur. 11.06.1903), Antoni Żurawiecki lub Żurawski (ur. 1880) oraz 3 osoby NN.
Ciała zidentyfikowane rodziny zabrały też do swoich miejscowości np. do Narola. Część z rannych w tej tragedii zmarła potem w szpitalach.

## Upamiętnienie
Miejsce napadu na pociąg przez UPA i ludobójstwa na Polakach zostało upamiętnione krzyżem. Stoi on na polanie, po prawej stronie torów.
Około 50 metrów bliżej, na skraju lasu, po drugiej stronie torów, powstał pomnik pamięci Polaków, pasażerów pociągu relacji Bełżec-Rawa Ruska-Lwów, ofiar zbrodni nacjonalistów ukraińskich.
Napis na pomniku brzmi: „W tym miejscu 16 czerwca 1944 roku nacjonaliści ukraińscy wymordowali ponad 50 Polaków, pasażerów pociągu relacji Bełżec-Lwów. Pomnik ufundowany przez Związek Kombatantów RP i Byłych Więźniów Politycznych oraz Urząd Gminy w Bełżcu”.